# 柯安龍
柯安龍爵士，KCVO，CMG（1948年4月1日—），英國前外交官，曾以英國貿易文化辦事處（今英國在台辦事處）處長身份派駐台灣，並歷任駐菲律賓大使、駐新加坡高級專員（最高使節）、駐紐約總領事等職。
柯安龍於1970年進政府就業，在英國國防部供職至1981年為止，同年轉入英國外交部，在倫敦本部官至航空海運司（今航空海運電信司）司長:p978，並數次調赴駐外使館當參贊、主任及副館長等勤務，赴台、菲、星及紐約等地當外館館長任內，也推動英國與駐在地的政治、商貿、投資等交流。柯氏於外交崗位之外，尚於政府旗下的英國貿易投資總署及企業界其他公司工作，出掌高階管理職位，亦曾參與2012年倫敦奧運籌備過程。

## 生涯

### 早年生涯
柯安龍於1948年4月1日誕生於英國倫敦，父母分別是斯坦利·亞瑟·柯林斯（Stanley Arthur Collins）和羅絲·伊麗莎白·金布（Rose Elizabeth Gimble）。他曾就讀倫敦河岸學校和倫敦經濟學院，取得後者的國際關係學位。1970年，柯氏加入國防部工作，於1973年至1975年間擔任英國皇家空軍副參謀長私人秘書，還從事過國防部人事、資源管理、防務政策及北約等部內相關業務。

### 外交生涯
1981年，柯安龍改至外務體系工作，起初在外交部西歐司任北歐五國事務科員，1983年後轉當中東司伊朗／伊拉克科員。1986年至1990年間，他外調至英國駐衣索比亞大使館，擔任過該館的一等秘書、使館辦公室主任和副館長，離開該國後改隸英國駐菲律賓大使館，任商務參贊、副館長，1993年返英，任外交部航空海事司司長:p978。

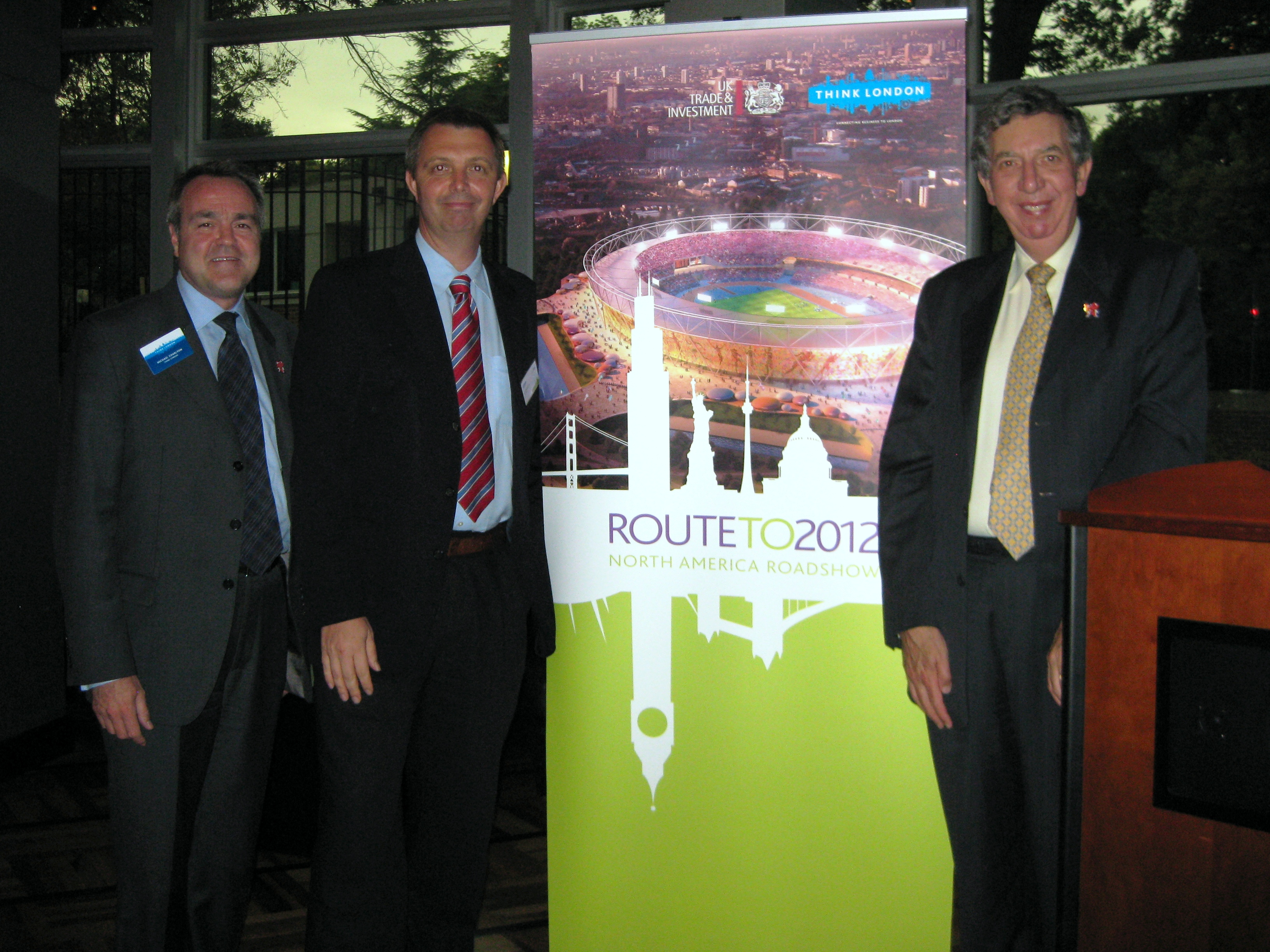
柯安龍派駐台北、紐約等處的英國駐外機構期間，曾從事英國與當地的交流貿易促進工作。圖為柯氏（右）在駐紐約總領事兼英國貿易投資總署駐美署長當時，出席該署在美國舉辦的活動（攝於2009年）

1994年時，由於英國駐台代表機關——英國貿易文化辦事處處長牟理士（Philip Morrice）定於1995年轉調澳洲任總領事，故柯安龍等5至6位外交部官員同時出面角逐繼任人選，後於同年獲外交部選中，於8月至駐地台北履新。柯於處長位上著手推展英台兩地交流、經濟合夥，任內的雙邊貿易額、台灣赴英旅客分別增至50億美元（含英國對台投資20億美元）和14,000人次，其遂於駐台期間的1997年底名列1998年度英國元旦授勳名單中，獲女王伊莉莎白二世授予聖米迦勒及聖喬治同袍勳章（CMG）。
1998年結束駐台任期後，柯安龍昇任英國駐菲律賓大使，至2002年任滿:p108，使菲期間活躍投身於當地數項民生計畫，尤側重於孩童相關事務。他曾與非政府組織和設址英國的棄童、受虐童照護團體「救助兒童會」合作，於馬尼拉的馬拉特地區開設街頭移動式診所、提供孩童醫療服務，亦協助菲律賓國家警察的虐童案處理訓練。2002年至2003年間，他附派到殼牌公司，掛職為國際關係副總裁，處理該企業與政府的全球關係。
2003年後，柯安龍出任英國駐新加坡高級專員，任內還成為倫敦申奧代表團團員，英國2012年奧運主辦權即由該代表團爭得。2006年，他參與籌備英女王對新加坡的正式出訪，該次行程也是女王即位以來第三次赴該國進行國事訪問；事後他因功得到英廷頒贈皇家維多利亞爵級司令勳章（KCVO）。
2006年9月，英國政府任命柯安龍出掌駐紐約總領事一職，同時身兼英國貿易投資總署美國區署長，於2007年1月上任，不僅處理該座大城與英國間的政治關係，也以當地為據點，負責領導為數250人、分駐全美數地及倫敦等總共9處的工作團隊，促進英國對外出口、吸引高價外資入英等招商工作。2009年哈利王子造訪紐約時，行程中的官方環節即由柯氏麾下的英國駐紐約總領事館負責支援。至他駐美屆將任滿的2011年，已同時擔當2012倫敦奧運籌辦活動中的高階負責人，主持英國外交部、貿投署兩機構在倫敦奧運準備工作中的策略方向，並當上英國貿投署旗下的奧運遺產董事總經理。

### 退休生涯
柯安龍離開外交圈後，尚出任大英國協商業理事會理事長、印度ICICI銀行英國公司董事會成員，及阿姆林保險、保誠保險新加坡私人有限公司、美國摩根投資信託等企業的非執行董事。其亦於倫敦愛樂樂團的諮詢委員會擔任委員。

## 個人生活與榮譽
柯安龍在1971年娶安·桃樂絲·羅伯茨（Ann Dorothy Roberts）為妻，兩人育有三位子女，大女兒於1985年出世，兩個兒子則分別在1988年和1995年誕生。柯氏為馬里波恩板球俱樂部、皇家大英國協學會等社群和組織的會員，所獲榮譽除聖米迦勒及聖喬治同袍勳章外，亦包括2006年3月13日得到的皇家維多利亞爵級司令勳章，和倫敦市榮譽市民（Freeman of the City of London）頭銜。